# کینگزکرسول
کینگزکرسول (به انگلیسی: Kingskerswell) یک روستا و محله مدنی در بریتانیا است که در Teignbridge واقع شده‌است.